# Liebochbach
Liebochbach är ett vattendrag i Österrike. Det ligger i förbundslandet Steiermark, i den östra delen av landet, 160 km sydväst om huvudstaden Wien.
I omgivningarna runt Liebochbach växer i huvudsak blandskog. Runt Liebochbach är det ganska tätbefolkat, med 104 invånare per kvadratkilometer.